# Annona stenophylla
Annona stenophylla este o specie de plante angiosperme din genul Annona, familia Annonaceae, descrisă de Adolf Engler și Friedrich Ludwig Diels.

## Subspecii
Această specie cuprinde următoarele subspecii:
- A. s. cuneata
- A. s. longepetiolata
- A. s. nana
- A. s. stenophylla